# Hospozín
Hospozín (Duits: Hosposin) is een Tsjechische gemeente in de regio Midden-Bohemen en maakt deel uit van het district Kladno. Het dorp ligt op ongeveer 20 km afstand van de stad Kladno en op 12 km afstand van Slaný.
Hospozín telt 562 inwoners (2023).

## Geografie
De gemeente Hospozín bestaat uit de volgende plaatsen:
- Hospozín;
- Hospozínek.

## Geschiedenis
De eerste schriftelijke vermelding van het dorp dateert van 1318, toen het dorp in bron genoemd werd als eigendom van ene Matěj van Hospozín. De plaatselijke vladyka (een soort heren) bezat het dorp tot het midden van de 15e eeuw. Daarna had het dorp verschillende eigenaren, maar aan het begin van de 16e eeuw kreeg de familie Štrouch uit Chlumek Hospozín in handen.
In 1552 werd in bronnen melding gemaakt van een kasteel. In 1583 verkocht de familie Štrouch Hospozín en het kasteel aan Benigna Hrobčická uit Hrobčice, wiens familie het dorp tot aan het begin van de 17e eeuw in eigendom had. In 1611 werd Hospozín aangekocht door de familie Hložkové ze Žampach en in 1661 door de familie Malovtsy van Žampach. Václav Chřepický uit Modliškovice kocht Hospozín in 1669 van hen. Na die aankoop werd melding gemaakt dat het kasteel verlaten was en tijdens de Dertigjarige Oorlog werd het verwoest.

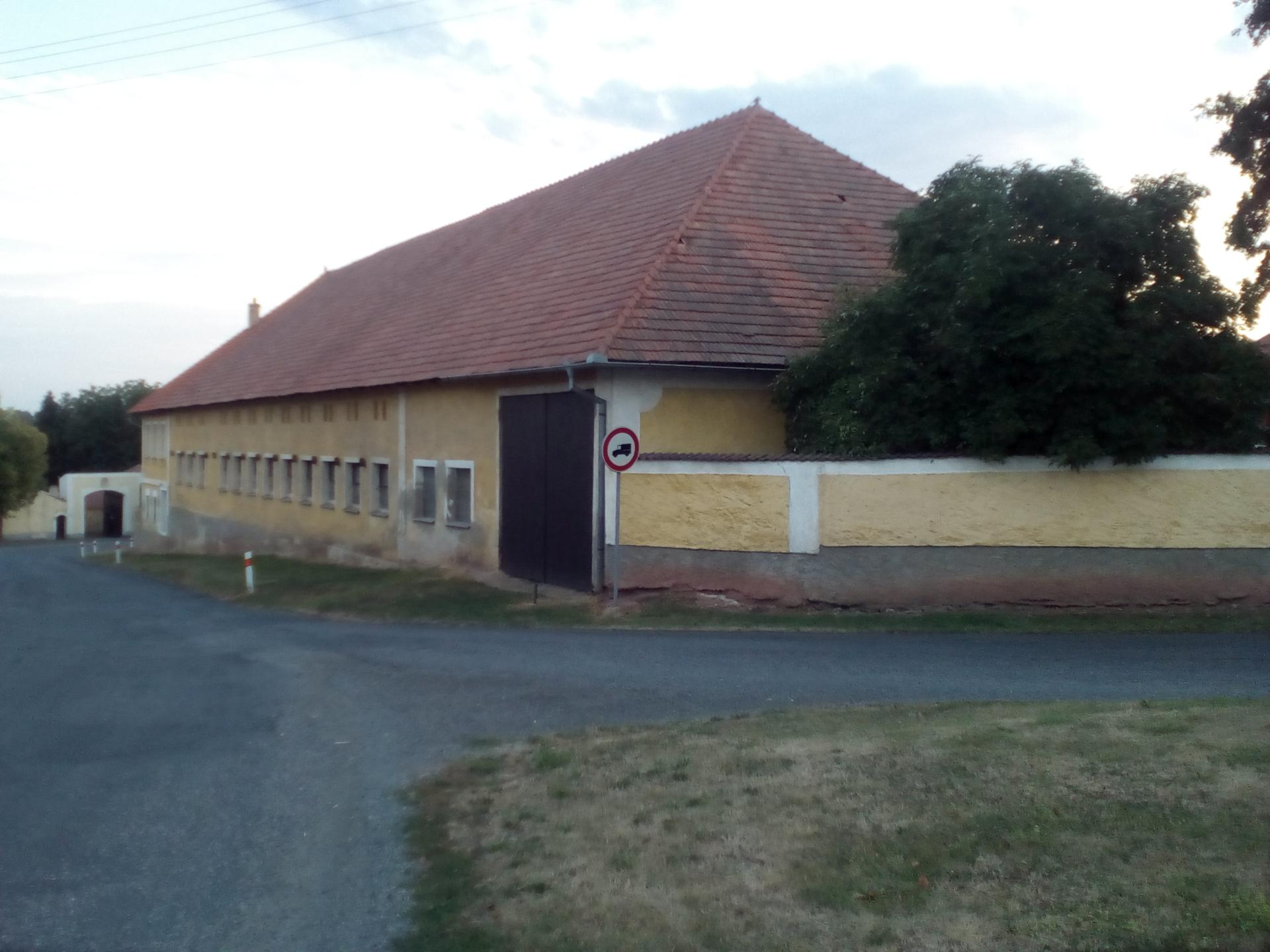
Historische graanschuur van de familie Kinský

Aan het einde van de 17e eeuw kocht de familie Clary-Aldringer Hospozín en in 1764 ging het dorp over naar [[František Oldřich
Kinský]]. Het bleef in handen van zijn familie tot aan de afschaffing van het feodalisme in 1850, waarna het dorp verdeeld werd over de nieuwe districten Slaný en Velvary. De familie Kinský bleef bestuurlijk gezien aanwezig in de nieuwe gemeente tot 1924. Na de Tweede Wereldoorlog probeerde de familie Kinský opnieuw grondgebied in het dorp in handen te krijgen, waarvan zij vond dat zij er — gezien hun voormalig eigendom van het dorp — recht op had. In de rechtszaken werd familie echter in het ongelijk gesteld.
Sinds 1960 is Hospozín een zelfstandige gemeente binnen het district Kladno.

## Voorzieningen
Hospozín beschikt over een filiaal van supermarktketen Coop. Ook zijn er een café, postkantoor, bibliotheek en multifunctionele speeltuin met tennisbanen (gravel) te vinden. Er zijn twee vijvers in het dorp, die worden aangevoerd door de Vranskýbeek.
Het opvallendste in het dorp is de rode schoorsteen met witte spits van de voormalige suikerfabriek (thans een bedrijf in metaalbewerking, vat- en containerproductie).

## Verkeer en vervoer

### Autowegen
Weg II/239 loopt door de gemeente en verbindt Hospozín met Černčice, Peruc en Černuc.

### Spoorlijnen

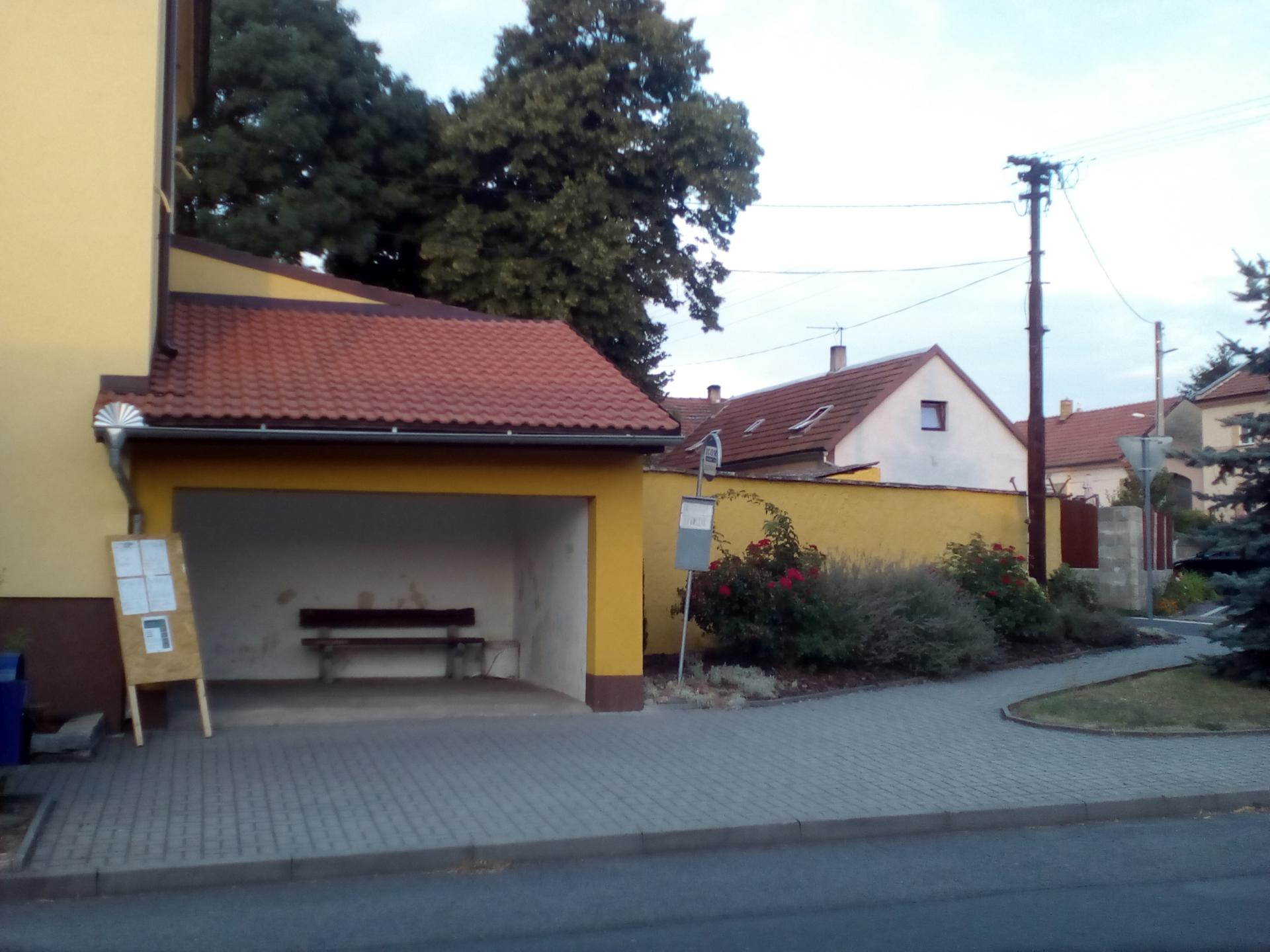
Bushalte in het dorp

Er is geen station in het dorp. Het dichtstbijzijnde station is Kmetiněves, 0,5 km buiten het dorp. Dat station ligt aan spoorlijn 095 Vraňany - Straškov - Libochovice - Zlonice. Op 7 km ligt station Zlonice aan dezelfde lijn, maar ook aan spoorlijn 110 Kralupy nad Vltavou - Slaný - Louny.

### Buslijnen
Er halteren buslijnen naar de volgende bestemmingen in het dorp: Praag, Slaný, Velvary en Vraný. De buslijnen worden geëxploiteerd door vervoerder ČSAD Slaný.

## Bezienswaardigheden

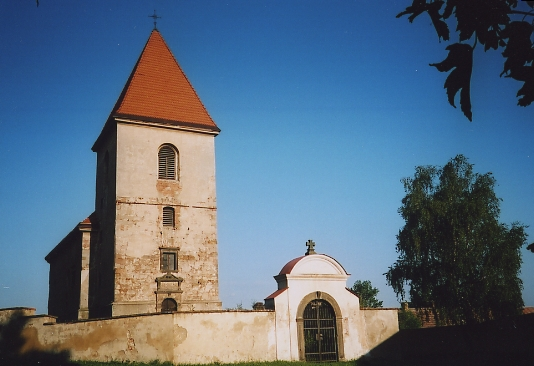
Johanneskerk

- Johanneskerk met monumentaal altaar;
- Monumentale graanschuur met het familiewapen van de familie Kinský.

## Bekende inwoners
- Josef Schreyer (1841-1923), een van de grondleggers van de Tsjechische spaar- en leningcoöperatie;[4]
- Emanuel Kejmar (1871-1951), lid van de Nationale Vergadering en Tsjecho-Slowaakse Handelspartij;[5]
- Emanuel Jirka Propper, Zwitsers architect.